# Phantom (álbum)
Phantom Es el segundo álbum de la banda de deathcore francesa Betraying the Martyrs. El álbum fue lanzado el 15 de julio de 2014 a través de Sumerian Records. Es el primer y único álbum en presentar al baterista Mark Mironov.

## Lista de canciones
| N.º | Título                                                 | Duración |  |
| 1.  | «Jigsaw»                                               | 3:54     |  |
| 2.  | «Where the World Ends»                                 | 3:58     |  |
| 3.  | «Walk Away»                                            | 3:41     |  |
| 4.  | «Let It Go» (Frozen Soundtrack cover)                  | 4:22     |  |
| 5.  | «L’abysse Des Anges»                                   | 3:46     |  |
| 6.  | «Phantom (Fly Away)» (featuring Gus Farias of Volumes) | 3:25     |  |
| 7.  | «What's Left of You»                                   | 3:39     |  |
| 8.  | «Afterlife»                                            | 2:12     |  |
| 9.  | «Legends Never Die»                                    | 4:07     |  |
| 10. | «Lighthouse»                                           | 3:22     |  |
| 11. | «Your Throne»                                          | 1:03     |  |
| 12. | «Our Kingdom»                                          | 3:05     |  |
| 13. | «Closure Found»                                        | 3:58     |  |

## Personal
Betraying the Martyrs
- Aaron Matts – voz gutural
- Victor Guillet – Teclado, piano, sintetizador, voces limpias, coros
- Lucas d'Angelo –  guitarra Líder, coros, voces limpias, voces limpias en Pista 9
- Baptiste Vigier – guitarra Rítmica
- Valentin Hauser – Bajo
- Mark Mironov – Batería, percusión

Producción
- Producido por Lucas d'Angelo
- mezclado & masterizado por  Nicolas Delestrade, @ NDSE Grabaciones
- Diseño & ilustraciones por Daniel McBride
- Foto por Ann Buster